# Mali Kavkaz
Mali Kavkaz je drugi od dveh glavnih gorskih območij Kavkaza, dolžine približno 600 km. Zahodni del Malega Kavkaza se prekriva in zbližuje z visoko planoto Vzhodne Anatolije na skrajnem severovzhodu Turčije.
Poteka vzporedno z Visokim Kavkazom, na razdalji približno 100 km južno od območja Likhi (Gruzija) in omejuje Armensko višavje s severa in severovzhoda.
Z Visokim Kavkazom je povezan z območjem Likhi (Gruzija), na zahodu pa ga ločujeta Kolhidska nižina (Gruzija) in Kura-Araska nižina (Azerbajdžan) (reka Kura) na vzhodu.
Najvišji vrh je Aragac, 4090 m.
Meje med Gruzijo, Turčijo, Armenijo in Azerbajdžanom potekajo po območju, čeprav njegov greben običajno ne določa meje.

## Deli pogorja
Spodaj so navedena glavna gorska območja Malega Kavkaza od zahoda do vzhoda:
- Meskhetsko pogorje tudi Adžarsko-Imeretsko pogorje
- Trialetsko pogorje
- Somhetsko pogorje
- Bazumsko pogorje
- Murguško pogorje
- Sevansko pogorje
- Murovdaško pogorje
- Karabaško pogorje

## Polemike o poimenovanju
Gorovje je bilo v preteklosti imenovano Antikavkaz (grško: Αντι-Καύκασος, rusko: Антикавка́з, Анти-Кавка́з). Ta uporaba je običajna v starejših virih. Trenutno se po navadi uporablja ime Mali Kavkaz, vendar pa je v sodobnih besedilih še vedno mogoče najti Antikavkaz.